# 清水登之

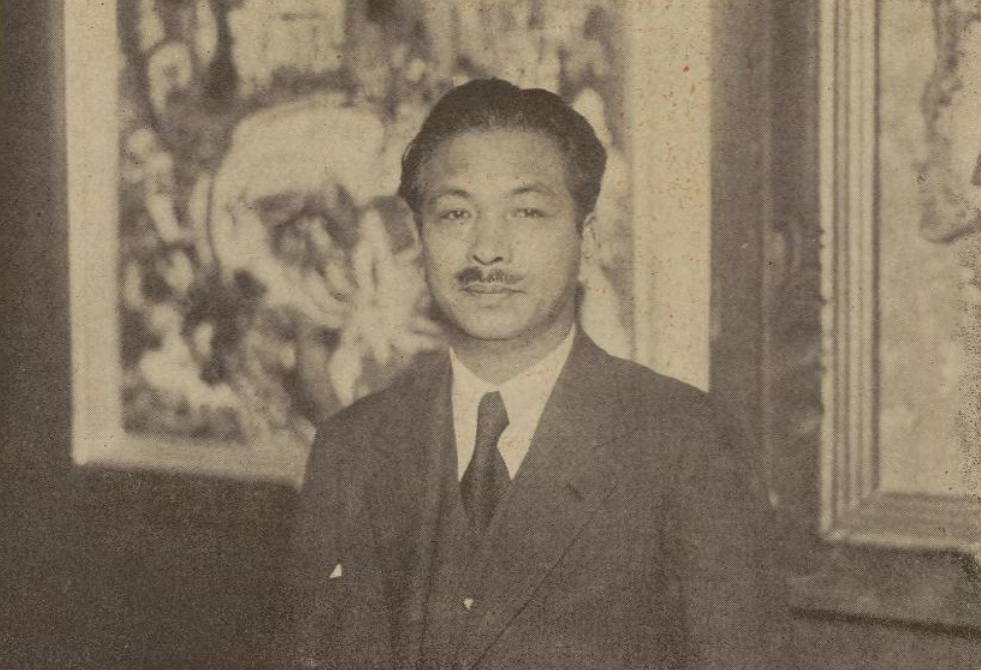
清水登之

清水 登之（しみず とし、1887年（明治20年）1月1日 - 1945年（昭和20年）12月7日）は、栃木県出身の画家。

## 来歴
栃木県下都賀郡国府村大字大塚（現・栃木市大塚町）で、清水藤十郎・ムラ夫妻の長男として生まれる。弟は東亜同文書院教授や外交官となった清水董三。（旧制）栃木県立栃木中学校から陸軍士官学校への進学を志し成城学校に転校。1906年に同校を卒業するも陸軍士官学校への受験に失敗し、翌年には単身アメリカ合衆国へ渡航する。暫くはシアトルで肉体労働に従事するが、1912年にオランダ人画家フォッコ・タダマが同地で開いていた画塾に入門した（同時期、洋画家の田中保や石垣栄太郎もここで学んでいる）。
1917年にニューヨークへ移り、デザインの仕事をしながらアート・スチューデンツ・リーグでジョン・スローンらの教えを受ける。一時結婚のため帰国した後、再渡米翌年の1921年に第34回アメリカ絵画彫刻展に「横浜夜景」が招待出品される。一旦は受賞が決まったものの、アメリカ人でなかったことを理由に受賞を取り消されてしまう。その後1924年に一家挙げてフランス・パリに移住し、三宅克己や藤田嗣治・海老原喜之助・清水多嘉示らパリ在住の画家たちと交わりながらサロン・ドートンヌで入選する栄誉に与った。
1927年に帰国してからは東京を拠点に活動し、1930年の第17回二科展で「地に憩ふ」により二科賞を受賞。その後は独立美術協会の結成に加わるが、1932年従軍画家となり戦争を題材として多くの戦争画を描く。
1939年（昭和14年）には陸軍美術協会に参加。
最晩年は栃木県の生家に疎開するも、6月に長男・育夫の戦死を知り終戦直後の12月に死去。

## 受賞歴
- 1925年、サロン・ドートンヌ入選
- 1929年、樗牛賞（二科展）受賞
- 1930年、二科賞受賞

## 主な作品
| 作品名                           | 制作年      | 技法・素材       | サイズ（縦x横cm） | 所有者                                             | 出品展覧会                                  | 備考                                                                                      |
| -------------------------------- | ----------- | ---------------- | ----------------- | -------------------------------------------------- | ------------------------------------------- | ----------------------------------------------------------------------------------------- |
| Ｃ嬢の肖像                       | 1915年      | キャンバス・油彩 | 113.3x71.0        | 栃木県立美術館                                     | 第2回フォッコ・タダマ画塾展                 |                                                                                           |
| テニスプレイヤー                 | 1918年      | キャンバス・油彩 | 76.2x95.9         | 兵庫県立美術館                                     |                                             |                                                                                           |
| 十四番街の地下鉄駅               | 1918年      | キャンバス・油彩 | 50.0x61.0         | 福島県立美術館                                     |                                             |                                                                                           |
| 風景                             | 1921年      | キャンバス・油彩 | 48.6x58.9         | 三重県立美術館                                     |                                             |                                                                                           |
| チャプスイ店にて                 | 1921年      | キャンバス・油彩 | 71.3x56.3         | 三重県立美術館                                     | 独立美術家協会                              | ジョン・スローン旧蔵                                                                      |
| ヨコハマ・ナイト                 | 1921年      |                  |                   | 横浜美術館                                         | 第5回インデペンデント展                     |                                                                                           |
| ニューヨーク、夜のチャイナタウン | 1922年      | キャンバス・油彩 | 98.9x113.9        | 栃木県立美術館                                     | 第7回インデペンデント展                     |                                                                                           |
| 建築現場(ワーガーデン)           | 1923年      | キャンバス・油彩 | 76.0x96.0         | 愛知県美術館                                       |                                             | ジョン・スローン旧蔵                                                                      |
| チャイルド洋食店                 | 1924年      | キャンバス・油彩 | 91.3x76.0         | 府中市美術館                                       | 第8回インデペンデント展、サロン・ドートンヌ |                                                                                           |
| セーヌ河畔                       | 1924年      | キャンバス・油彩 | 60.6x50.0         | 栃木県立美術館                                     | 第1回独立展                                 | ただし、第1回独立展には本作や下記の静岡県美本とも違う別の作品が出品されたとする説もある。 |
| セーヌ河畔                       | 1924年      | キャンバス・油彩 | 65.0x53.8         | 静岡県立美術館                                     |                                             |                                                                                           |
| 地下鉄停車場                     | 1924年      | キャンバス・油彩 | 116.5x81.5        | 宮城県美術館                                       |                                             |                                                                                           |
| パリの床屋                       | 1924年      | キャンバス・油彩 | 73.6x60.0         | 大川美術館                                         |                                             |                                                                                           |
| 街の掃除夫                       | 1925年      | キャンバス・油彩 | 81.0x65.0         | 東京国立近代美術館                                 | 第14回二科展                                |                                                                                           |
| ラッパ卒（トレド風景）           | 1925年      | キャンバス・油彩 | 64.5x81.0         | 府中市美術館                                       | 第14回二科展                                |                                                                                           |
| 兵隊と僧侶（トレド郊外）         | 1925年      | キャンバス・油彩 | 91.0x116.7        | 栃木県立美術館                                     | アンデパンダン展                            |                                                                                           |
| 映画館                           | 1925年      | キャンバス・油彩 | 81.5x65.0         | 神奈川県立近代美術館                               |                                             |                                                                                           |
| ロシアダンス                     | 1926年      | キャンバス・油彩 | 91.0x73.0         | 三重県立美術館                                     |                                             |                                                                                           |
| 水兵のいるカフェ                 | 1926年      |                  |                   | 東京都現代美術館                                   |                                             |                                                                                           |
| パリ夜街                         | 1926年      |                  |                   | 栃木県立美術館                                     |                                             |                                                                                           |
| チャイナタウン                   | 1928年      | キャンバス・油彩 | 130.5×163.0       | 東京国立近代美術館                                 | 第15回二科展                                |                                                                                           |
| 大麻収穫                         | 1929年      | キャンバス・油彩 | 130.3×162.2       | とちぎ蔵の街美術館                                 | 第16回二科展                                |                                                                                           |
| 森に憩う人                       | 1929年      | キャンバス・油彩 | 90.9×116.7        | 愛知県美術館                                       |                                             |                                                                                           |
| 父の庭                           | 1930年      | キャンバス・油彩 | 130.3×162.1       | 栃木県立美術館                                     | 第17回二科展                                |                                                                                           |
| 地に生きる                       | 1930年      | キャンバス・油彩 | 121.1x145.5       | 栃木県立美術館                                     | 第1回独立美術協会展                         |                                                                                           |
| 池畔                             | 1930年      | キャンバス・油彩 | 130.3x162.1       | 栃木県立美術館                                     | 第1回独立美術協会展                         |                                                                                           |
| 陸戦隊の在留民保護               | 1932年      | キャンバス・油彩 | 130.0×163.0       | 海上自衛隊第1術科学校                              |                                             |                                                                                           |
| 尾道の風景                       | 1933年      | キャンバス・油彩 | 60.6×72.7         | 尾道市立美術館                                     |                                             |                                                                                           |
| 栃木中学校風景                   | 1935年      | キャンバス・油彩 | 90.6x181.7        | 栃木県立栃木高等学校                               |                                             |                                                                                           |
| 薪を背負う女                     | 1935年      | キャンバス・油彩 | 116.7x91.0        | 岡田記念館                                         | 第5回独立展                                 |                                                                                           |
| 貝殻                             | 1937年      | キャンバス・油彩 | 91.0x72.3         | 学校法人國學院大學栃木学園                         |                                             |                                                                                           |
| 擬装                             | 1938年      | キャンバス・油彩 | 130.3x193.9       | 栃木県立美術館                                     | 第8回独立美術協会展                         |                                                                                           |
| 江南戦跡                         | 1938年      | キャンバス・油彩 | 91.0x116.7        | 栃木県立美術館                                     |                                             |                                                                                           |
| 江南戦場俯瞰                     | 1939年      | キャンバス・油彩 | 180.0x300.5       | 栃木県立美術館                                     | 第9回独立美術協会展                         | 全体的にリアリズム性が強い戦争画の中にあって、抽象画風が強い異色の戦争画。                |
| 更生                             | 1940年      | キャンバス・油彩 | 116.5x80.5        | 栃木県立美術館                                     | 第10回独立美術協会展                        |                                                                                           |
| 題名不詳[待機]                   | 1939-41年頃 | キャンバス・油彩 | 130.7x161.5       | 栃木県立美術館                                     |                                             |                                                                                           |
| 難民群                           | 1941年      | キャンバス・油彩 | 162.1x130.3       | 栃木県立美術館                                     | 第11回独立美術協会展                        |                                                                                           |
| 決死隊                           | 1941年頃    | キャンバス・油彩 | 53.0x65.2         | 個人                                               | 第2回聖戦美術展                             |                                                                                           |
| 待機                             | 1942年      | キャンバス・油彩 | 127.0x160.0       | とちぎ蔵の街美術館                                 | 第17回航空美術展                            |                                                                                           |
| 機関銃座                         | 1943年      | キャンバス・油彩 | 116.7x91.0        | 栃木県立美術館                                     | 陸軍美術展？                                |                                                                                           |
| 南方地下資源                     | 1943年      | キャンバス・油彩 | 142.3x290.5       | 栃木県立美術館                                     | 第13回独立美術協会展                        |                                                                                           |
| 突撃（原題：攀登勇士）           | 1943年      | キャンバス・油彩 | 130.5x162.2       | 栃木県立美術館                                     | 第2回独大東亜戦争美術展                     |                                                                                           |
| ゴム林と肉                       | 1944年      | キャンバス・油彩 | 91.0x116.7        | 栃木県立美術館                                     | 第14回独立美術協会展                        |                                                                                           |
| 汪主席と中国参戦                 | 1944年      | キャンバス・油彩 | 184.0x296.0       | 東京国立近代美術館保管（アメリカ合衆国無期限貸与） | 第2回陸軍美術展                             |                                                                                           |
| 工兵隊架橋作業                   | 1944年頃    | キャンバス・油彩 | 159.5x128.7       | 東京国立近代美術館保管（アメリカ合衆国無期限貸与） | 戦時特別文展(陸軍省特別出品)                |                                                                                           |

### 戦争記録画について
製作された戦争画のうち2点（『汪主席と中国参戦』『工兵隊架橋作業』）については、GHQに軍国主義的であると判断されて他の作家の作品とともに没収。1970年（昭和45年）、アメリカ合衆国から無期限貸与の形で返還され東京国立近代美術館に収蔵されている。

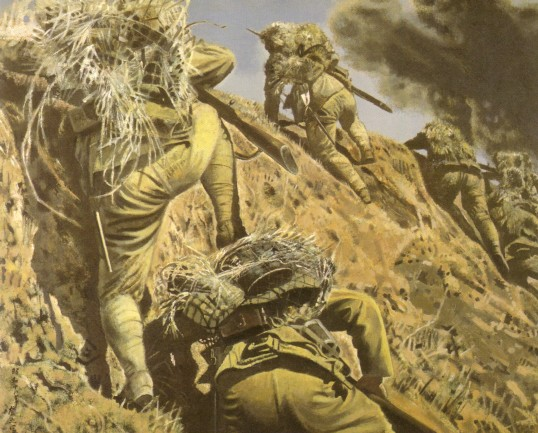
突撃（1943年）
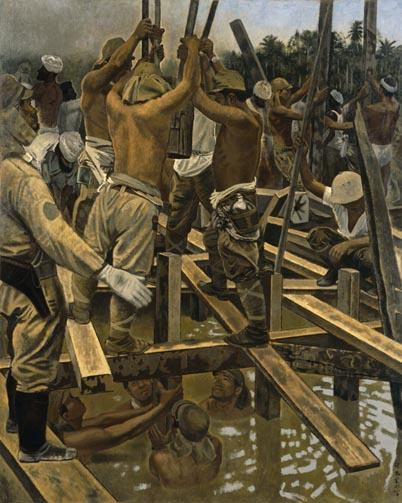
工兵隊架橋作業（1944年）
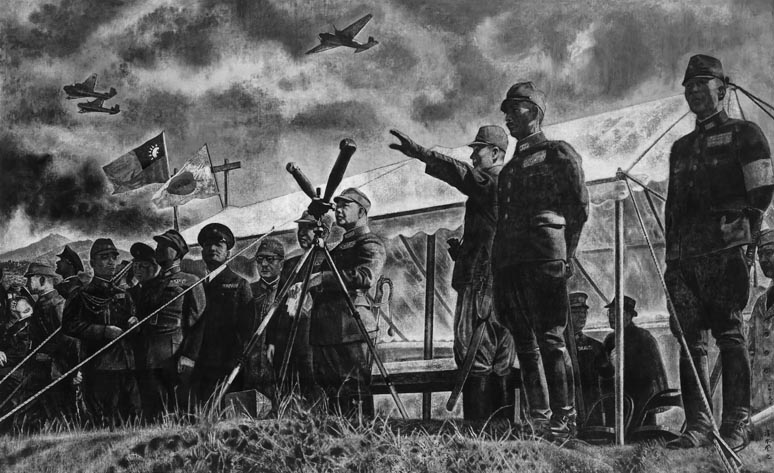
汪主席と中国参戦（1944年）